# Samantha Mortonová
Samantha Jane Mortonová (* 13. května 1977 Nottingham) je anglická herečka a režisérka.
Mezi jejími předky byli váleční uprchlíci z Polska. Po rozvodu rodičů vyrůstala v pěstounské péči. Od třinácti let navštěvovala herecké kurzy Central Junior Television Workshop a v roce 1991 získala roli v seriálu Soldier Soldier. V šestnácti letech stanula na prknech Divadla Royal Court a v roce 1997 hrála hlavní roli ve filmu irské režisérky Mary McGuckianové This Is the Sea.
Byla nominována na Oscara za role ve filmech Sladký ničema (1999) a In America (2002). Titulní role ve filmu Morvern Callarová jí vynesla cenu za ženský herecký výkon na British Independent Film Awards. Za roli Agáty ve filmu Stevena Spielberga Minority Report získala Empire Award a Cenu Saturn. V roce 2007 jí byl udělen Zlatý glóbus za nejlepší ženský herecký výkon ve vedlejší roli v seriálu, minisérii nebo TV filmu za film Lord Longford. Ztvárnila Marii Stuartovnu v koprodukčním velkofilmu Královna Alžběta: Zlatý věk. Její výkon ve filmu Synekdocha, New York byl při vyhlášení Independent Spirit Awards odměněn Cenou Roberta Altmana. V roce 2009 získala cenu San Diego Film Critics Society za film The Messenger a v roce 2013 cenu pro nejlepší herečku na Mezinárodním filmovém festivalu v Seattlu za roli ve snímku Decoding Annie Parker. Objevila se i v televizních seriálech Nevěstky a Živí mrtví.
Jako režisérka debutovala v roce 2009 autobiografickým televizním filmem Nemilovaná, oceněným Televizní cenou Britské akademie.
V roce 2011 získala čestný doktorát Nottingham Trent University. Podporuje dobročinnou organizaci Medical Aid for Palestinians.
Herectví se věnuje také její dcera Esme Creed-Miles, jejímž otcem je herec Charlie Creed-Miles. Se současným partnerem Harrym Holmem má další dvě děti.